# Knut Lindroth
Knut Lindroth (11 de marzo de 1873 - 7 de octubre de 1957) fue un actor y director teatral de nacionalidad sueca.

## Biografía
Nacido en Estocolmo, Suecia, su nombre completo era Knut Arvid Lindroth.
Educado en la escuela del Teatro Dramaten en los años 1891 y 1892, posteriormente trabajó en el Teatro Sueco de Helsinki y bajo la dirección de los directores August Lindberg y Hjalmar Selander. 
A partir de 1905 y a lo largo de más de un cuarto de siglo, Lindroth trabajó con una compañía de teatro itinerante propia. Su repertorio comprendía piezas de teatro clásico de autores como William Shakespeare, Friedrich Schiller y Henrik Ibsen, así como obras contemporáneas de Gerhart Hauptmann y George Bernard Shaw.
Como director teatral, trabajó en obras como Hamlet, Romeo y Julieta y Cyrano de Bergerac. Además, Lindroth fue también actor cinematográfico, formando parte del reparto de diferentes películas suecas.
Knut Lindroth se casó en 1902 con la actriz Anna-Lisa Carlsson (1882–1968), que trabajó en la compañía teatral de su marido. Lindroth falleció en 1957 en Estocolmo, Suecia. El matrimonio fue enterrado en el Cementerio Skogskyrkogården de esa ciudad.

## Teatro (selección)
- 1897 : Axel och Walborg, de Adam Oehlenschläger, escenografía de August Arppe, Teatro Sueco de Helsinki[1]
- 1906 : Hamlet, de William Shakespeare, Knut Lindroths sällskap[2]
- 1948 : La posada del Caballito Blanco, de Hans Müller y Ralph Benatzky, escenografía de Max Hansen, Oscarsteatern[3]

## Filmografía
- 1922 : Vem dömer
- 1922 : Kärlekens ögon
- 1925 : Ingmarsarvet
- 1926 : Till Österland
- 1942 : Rid i natt!
- 1950 : Rågens rike